# Sestry augustiniánky z Meaux
Sestry augustiniánky z Meaux (francouzsky: Sœurs Augustines de Meaux) je ženská řeholní kongregace.

## Historie
Kongregace byla založena v 8. století v Meaux. První zmínka o tomto sboru sester, který se řídí řeholí sv. Augustina, pochází z roku 1244.
Kongregace působila i za Velké francouzské revoluce. Dne 14. prosince 1810 schválil tuto kongregaci císař Napoleon Bonaparte, a to jako kongregaci nemocniční.
Dne 28. prosince 1904 získala od Svatého stolce schválení a 10. června 1962 byly schváleny jejich stanovy podle Řehole svatého Augustina.

## Aktivita a šíření
Kongregace se věnuje péči o nemocné a výchově mládeže.
Působí ve Francii, Irsku a Belgii; generální kurie se nachází v Meaux.
K roku 2008 měla kongregace 42 sester v 5 domech.